# بينو كابوستا
بينو كابوستا (بالمجرية: Káposzta Benő) (مواليد 7 يونيو 1942) هو لاعب كرة قدم. يلعب مع منتخب المجر لكرة القدم. سبق له أن لعب في كأس العالم لكرة القدم مع منتخب بلاده.

## مسيرته الكروية
لعب بينو كابوستا خلال مسيرته الاحترافية مع نادِ واحدٍ في خمسة عشر موسمًا وسجل خلالها 7 أهداف ضمن 259 مباراة. حيث فاز في موسمين بالكأس وفي ستة مواسم بالدوري.
خاض بينو كابوستا مسيرته مع نادي أويبست في موسم 1959–60 ليلعب معه خمسة عشر موسمًا، مشاركًا في 259 مباراة سجل خلالها 7 أهداف.

## روابط خارجية
- بينو كابوستا على موقع الاتحاد الدولي (مؤرشف)  (الإنجليزية)
- بينو كابوستا على موقع قاعدة بيانات كرة القدم.إي يو (الإنجليزية)
- بينو كابوستا على موقع ناشيونال فوتبول تيمز (الإنجليزية)
- بينو كابوستا على موقع Soccerway.com (الإنجليزية)
- بينو كابوستا على موقع أوليمبيديا (الإنجليزية)